# جيمس براكستون كرافين جونيور
جيمس براكستون كرافين جونيور (بالإنجليزية: James Braxton Craven, Jr.)‏ هو محامي وقاضي أمريكي، ولد في 3 أبريل 1918 في لينوير في الولايات المتحدة، وتوفي في 3 مايو 1977.